# W. D. Davies
Ne pas confondre avec William David Davies (en) (1897-1969).
William David Davies, né le 9 décembre 1911 et mort le 12 juin 2001, est un théologien.